# François Modesto
François Modesto, né le 19 août 1978 à Bastia (Haute-Corse), était un footballeur français ayant évolué au poste de défenseur central. 
Il est depuis juillet 2025, le directeur technique de la Juventus FC.

## Biographie

### Carrière de joueur

#### En club
D'origine corse, Modesto sort du centre de formation de Bastia à l'âge de 18 ans. Il ne joue que quelques matchs. Il ne réussit cependant pas à s'imposer, et ne joue que 16 matchs en ligue 1 en deux saisons. Il quitte alors la Corse, pour la Sardaigne. Il rejoint Cagliari et le Calcio.
Il retourne alors à Cagliari pour une saison. Après une grosse performance, le Français est de retour en Ligue 1.

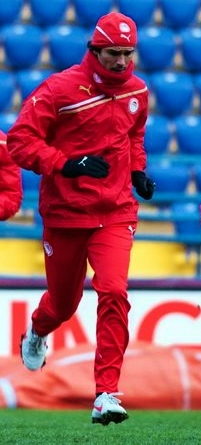
Modesto avec Olympiakos.

Très apprécié par Didier Deschamps, c'est l'AS Monaco qui recrute le défenseur. D'abord considéré comme un joker, il est chargé de remplacer les blessés de l'ASM, sur le plan défensif, aussi bien en défense centrale, latérale ou au milieu de terrain en tant que récupérateur. Il s'impose rapidement comme un joueur important de l'effectif par sa ténacité, sa mentalité et son sens du combat. Il devient titulaire incontournable après le départ de Sébastien Squillaci pour l'Olympique lyonnais en 2006. D'abord en concurrence avec le Brésilien Bolivar, Modesto s'impose et devient vice-capitaine du club. 
Le 14 mars 2009 contre le TFC (3-2), il marque d'un magnifique ciseau retourné. Ce but est considéré comme le plus beau de la saison 2008-2009 par les internautes sur le site officiel de l’AS Monaco. Parfois critiqué pour un niveau de jeu aléatoire, François Modesto jouit d'une très forte aura auprès des supporters de la Principauté qui estiment son état d'esprit irréprochable et qui l'affublent du surnom de "Dieu". 
En fin de contrat après six saisons, il ne s'entend pas avec Marc Keller qui ne souhaite pas prolonger le joueur corse. Modesto quitte donc le club de la Principauté, non sans rappeler son attachement aux couleurs rouge et blanche.
Le 1er juillet 2010, il s'engage pour deux saisons avec l'Olympiakos Le Pirée.
Il inscrit son premier but en Ligue des champions le 19 octobre 2011 contre le Borussia Dortmund concluant la victoire 3-1 de son équipe.
Le 22 mai 2012, il prolonge son contrat d'un an avec l'Olympiakos, ce qui le lie désormais au club jusqu'en juin 2013.
Le 15 juin 2013, Il s'engage pour un an avec son club formateur le SC Bastia. Après quelques semaines d'incertitudes, il rempile encore au 1er juillet 2014 pour une année supplémentaire. Fort de 70 matchs disputés en 2 saisons sous le maillot bastiais, il prolonge une nouvelle fois l'aventure d'un an le 25 juin 2015. Le 1er mai 2016, il annonce sa retraite sportive à l'issue de la saison et, suspendu pour la dernière journée de championnat, dispute 6 jours plus tard son 272e et dernier match de Ligue 1 au stade Furiani lors de la réception d'Angers (victoire 1-0). À cette occasion, l'habituel vice-capitaine qu'il est devient ponctuellement le capitaine bastiais,.
Ses meilleurs amis dans le football sont Flavio Roma qu'il a côtoyé à Monaco et Sébastien Squillaci, coéquipier à Monaco puis à Bastia.

#### En sélection
Le 14 mai 1998, il honore sa première sélection avec la Corse. La Squadra Corsa s'incline alors 1-0 face au Cameroun. Il compte 8 capes avec la sélection insulaire.

### Après-carrière
Le 9 juillet 2016, il prend la direction sportive de l'Olympiakos. Le 15 octobre 2019, il devient également directeur du football de Nottingham Forest, un autre club appartenant à Evangelos Marinakis.
François Modesto a su faire croître le chiffre d'affaires des deux clubs sous la présidence grecque grâce à un grand travail sur le marché, soutenu par d'excellents résultats sportifs. Sous sa direction, l'Olympiakos a développé et vendu des joueurs à de grands clubs européens : Panagiotis Retsos au Bayer Leverkusen, Kōstas Tsimikas à Liverpool, Daniel Podence et José Sá à Wolverhampton, Luka Milivojević à Crystal Palace.
Il a également conclu deux transferts hors d'Europe d'une valeur de plus de 10 millions d'euros chacun: Brown Ideye à TJ Teda et Guilherme à Al-Sadd.
À noter également le transfert sortant de Matty Cash de Nottingham Forest à Aston Villa à l'été 2020 pour un montant impressionnant de 16 millions de livres sterling et celui de Brice Samba à Lens en 2022 pour plus de 10 millions d'euros.
La gestion de François Modesto à l'Olympiakos a également porté sur le développement du secteur des jeunes avec l'embauche d'un directeur français qui a remporté la Youth League en 2024, trois ans après son arrivée au club.
Avec l'Olympiakos, il a remporté quatre championnats et une Coupe de Grèce. À la tête de Nottingham Forest, il obtient une promotion en Premier League qui manquait depuis 25 ans.
Le 7 juin 2022, il devient directeur de la zone technique de Monza, nouvellement promu en Serie A.
Choisi par le président Silvio Berlusconi et l'administrateur délégué Adriano Galliani, François Modesto a toujours travaillé en synergie avec l'ancien administrateur délégué du Milan AC, remportant deux sauvetages historiques en Serie A. Le 30 décembre 2024, les parties se sont séparées par consentement mutuel.
Au cours de cette expérience, Modesto a également fait preuve de clairvoyance et de précision sur le marché. Il a participé au choix de l'entraîneur, Raffaele Palladino, avec lequel Monza a obtenu d'excellents résultats sur le terrain, et a travaillé au développement de joueurs qui ont ensuite garanti un apport économique très important pour le club de la Brianza: parmi les cessions les plus illustres, Carlos Augusto à l'Inter pour 15 millions d'euros, Michele Di Gregorio à la Juventus pour 18 millions d'euros, Andrea Colpani à la Fiorentina pour 18 millions d'euros, Daniel Maldini à l'Atalanta pour 14 millions d'euros, Bondo à l'AC Milan pour 12 millions d'euros et Pablo Mari à la Fiorentina.

## Statistiques
| Saison                | Club                  | Championnat           | Championnat | Championnat | Coupe nationale | Coupe nationale | Coupe de la Ligue | Coupe de la Ligue | Compétition(s) continentale(s) | Compétition(s) continentale(s) | Compétition(s) continentale(s) | Total | Total |
| Saison                | Club                  | Division              | M.          | B.          | M.              | B.              | M.                | B.                | Comp.                          | M.                             | B.                             | M.    | B.    |
| 1997-1998             | SC Bastia             | Division 1            | 2           | 0           | -               | -               | -                 | -                 | -                              | -                              | -                              | 2     | 0     |
| 1998-1999             | SC Bastia             | Division 1            | 14          | 0           | 2               | 0               | -                 | -                 | CI                             | 2                              | 0                              | 18    | 0     |
| Sous-total            | Sous-total            | Sous-total            | 16          | 0           | 2               | 0               | -                 | -                 | -                              | 2                              | 0                              | 20    | 0     |
| 1999-2000             | Cagliari Calcio       | Serie A               | 22          | 0           | 7               | 1               | -                 | -                 | -                              | -                              | -                              | 29    | 1     |
| 2000-2001             | Cagliari Calcio       | Serie B               | 30          | 3           | 2               | 0               | -                 | -                 | -                              | -                              | -                              | 32    | 3     |
| 2001-2002             | Cagliari Calcio       | Serie B               | 35          | 0           | 3               | 1               | -                 | -                 | -                              | -                              | -                              | 38    | 1     |
| 2002-2003             | Cagliari Calcio       | Serie B               | 20          | 0           | 3               | 0               | -                 | -                 | -                              | -                              | -                              | 23    | 0     |
| 2003-2004             | Cagliari Calcio       | Serie B               | 43          | 0           | 1               | 0               | -                 | -                 | -                              | -                              | -                              | 44    | 0     |
| Sous-total            | Sous-total            | Sous-total            | 150         | 3           | 16              | 2               | -                 | -                 | -                              | -                              | -                              | 166   | 5     |
| 2004-2005             | AS Monaco             | Ligue 1               | 29          | 1           | 5               | 0               | 3                 | 0                 | C1                             | 5                              | 0                              | 42    | 1     |
| 2005-2006             | AS Monaco             | Ligue 1               | 29          | 2           | 2               | 0               | 3                 | 0                 | C1+C3                          | 2+7                            | 0+0                            | 43    | 2     |
| 2006-2007             | AS Monaco             | Ligue 1               | 25          | 1           | 3               | 0               | 1                 | 0                 | -                              | -                              | -                              | 29    | 1     |
| 2007-2008             | AS Monaco             | Ligue 1               | 27          | 1           | 1               | 0               | 2                 | 0                 | -                              | -                              | -                              | 30    | 1     |
| 2008-2009             | AS Monaco             | Ligue 1               | 31          | 1           | 3               | 0               | -                 | -                 | -                              | -                              | -                              | 34    | 1     |
| 2009-2010             | AS Monaco             | Ligue 1               | 24          | 0           | 6               | 0               | -                 | -                 | -                              | -                              | -                              | 30    | 0     |
| Sous-total            | Sous-total            | Sous-total            | 165         | 6           | 20              | 0               | 9                 | 0                 | -                              | 14                             | 0                              | 208   | 6     |
| 2010-2011             | Olympiakos            | Superleague Elláda    | 24          | 2           | 4               | 1               | -                 | -                 | C3                             | 3                              | 0                              | 31    | 3     |
| 2011-2012             | Olympiakos            | Superleague Elláda    | 25          | 1           | 4               | 0               | -                 | -                 | C1+C3                          | 6+4                            | 2+0                            | 39    | 3     |
| 2012-2013             | Olympiakos            | Superleague Elláda    | 20          | 1           | 5               | 0               | -                 | -                 | C1+C3                          | 4+1                            | 0+0                            | 30    | 1     |
| Sous-total            | Sous-total            | Sous-total            | 69          | 4           | 13              | 1               | -                 | -                 | -                              | 18                             | 2                              | 100   | 7     |
| 2013-2014             | SC Bastia             | Ligue 1               | 34          | 2           | 1               | 0               | 1                 | 0                 | -                              | -                              | -                              | 36    | 2     |
| 2014-2015             | SC Bastia             | Ligue 1               | 29          | 2           | 1               | 0               | 4                 | 0                 | -                              | -                              | -                              | 34    | 2     |
| 2015-2016             | SC Bastia             | Ligue 1               | 29          | 0           | 2               | 0               | 1                 | 0                 | -                              | -                              | -                              | 32    | 0     |
| Sous-total            | Sous-total            | Sous-total            | 92          | 4           | 4               | 0               | 6                 | 0                 | -                              | -                              | -                              | 102   | 4     |
| Total sur la carrière | Total sur la carrière | Total sur la carrière | 492         | 17          | 55              | 3               | 15                | 0                 | -                              | 34                             | 2                              | 596   | 22    |

## Palmarès

### En club
- Champion de Grèce en 2011, en 2012 et en 2013 avec l'Olympiakos
- Vainqueur de la Coupe de Grèce en 2012 et en 2013 avec l'Olympiakos
- Finaliste de la Coupe de France en 2010 avec l'AS Monaco
- Finaliste de la Coupe de la Ligue en 2015 avec le SC Bastia

### En sélection
En mai 2010 il remporte la Corsica Football Cup avec la Corse.